# Albert De Cordier
 Albert Marie Joseph F. De Cordier, né à Renaix, le 30 novembre 1914 et mort en cette même ville le 10 janvier 2007 est un homme politique belge libéral.
Il est architecte d'intérieur, échevin de Renaix et membre de la Chambre des représentants pour le PVV de 1979 à 1981.